# 頭蓋骨縫合早期癒合症
頭蓋骨縫合早期癒合症（とうがいこつほうごうそうきゆごうしょう、英：craniosynostosis）とは、頭蓋骨縫合が早期に癒合した結果生じる頭蓋の変形と、それにともなうさまざまな臨床症状を合わせたものの総称。「狭頭症（きょうとうしょう）」ともいう。

## 疫学
正確な調査はなく、1万人に1-2人ほどの割合で発症するとされているが、欧米では2000-3000人に1人との調査もあり、日本における発見率の低さが目立っている。

## 問題点
上述した通り、日本では頭蓋骨縫合早期癒合症の発見率が低迷している。

### 背景
発見率低迷の背景として、欧米と日本における沿革の違いがある。
欧米では、うつ伏せ寝が乳幼児突然死症候群の危険因子であることが判明したため、うつ伏せ寝の文化から仰向け寝の文化へと一大転換が図られた。しかし、その結果として乳幼児の頭蓋変形が飛躍的に増加し、頭蓋変形に対する医学的な研究が発展するとともに社会的な意識も高まり、頭蓋骨縫合早期癒合症の発見率も上昇した。
他方、日本では、そもそも仰向け寝の文化であったことに加えて、下記のような誤解が蔓延しているため、頭蓋変形に対する意識が高まらず、頭蓋骨縫合早期癒合症の発見率も低迷している。
- 「頭の形は遺伝で決まる」という誤解
- 「頭の歪みは自然に治る」という誤解[4]
- 「いびつ頭は健康に影響しない」という誤解

### 解決策
頭蓋変形に対する関心の高まりと専門外来の普及が求められている。

## 診断
向き癖などにより乳幼児の頭蓋が変形してしまう位置的頭蓋変形症（英：positional skull deformity）との鑑別が必要である。

## 種類

### 非症候性頭蓋縫合早期癒合症
非症候性頭蓋縫合早期癒合症（英：nonsyndromic craniosynostosis）は、癒合する箇所によって以下のように分類される。
- 長頭
長頭とは、矢状縫合が早期癒合することによって発症する。この長頭の亜型に舟状頭がある[7][8]
- 短頭
短頭は、両側の冠状縫合が早期癒合することによって発症する。
- 三角頭
三角頭は、前頭縫合が早期癒合することによって発症する。
- 斜頭
斜頭は、片方の冠状縫合や人字縫合が早期癒合することによって発症する。
- 尖頭（塔状頭）
尖頭は、複数の縫合が早期癒合することによって発症する。
- クローバーリーフ頭蓋
クローバーリーフ頭蓋は、複数の縫合が早期癒合することによって発症する。

### 症候性頭蓋縫合早期癒合症
症候性頭蓋縫合早期癒合症（英：syndromic craniosynostosis）は、以下のような原因が考えられる。
- クルーゾン症候群（英：Crouzon syndrome）
- アペール症候群（英：Apert syndrome）
- ファイファー症候群（英：Pfeiffer syndrome）
- アントレー・ビクスラー症候群（英：Antley-Bixler syndrome）
- カーペンター症候群（英：Carpenter syndrome）
- ゼーツレ‐コッツェン症候群（英：Saethre–Chotzen syndrome）

## 治療
外科手術を行うのが一般的である。
- 頭蓋形成術
- 内固定式骨延長法
- 外固定式骨延長法（多方向性頭蓋延長術、MCDO法）[9]
- 内視鏡支援下頭蓋開溝術[10]

## 軽度三角頭蓋の外科手術をめぐる論争
軽度三角頭蓋（英：mild trigonocephaly）に外科手術を行うべきか否かについて賛否が割れている。

### 学説
- 肯定説

下地武義らは、軽度三角頭蓋の手術により、発達の遅れや自閉症類似症状が改善した、と主張している。
- 否定説

通説は、外科手術について否定的である。
日本児童青年精神医学会理事会は、以下のような見解を表明している。
また、日本自閉症協会も以下のような公式見解を表明している。

以上の否定説に対し、下地武義は次のように反論している。

### 豊見城中央病院の国家戦略特別区域高度医療提供事業認定ついて
内閣府地方創生推進事務局は、小児の軽度三角頭蓋手術療法は「多動、言語発達障害、運動遅滞などの多彩な症状を小児期に手術することによって改善する、世界でも施行例が少ない治療」であるとして、社会医療法人友愛会豊見城中央病院を国家戦略特別区域高度医療提供事業に認定した。

これに対し、日本児童青年精神医学会は、以下のような見解を表明している。

また、日本自閉症協会も、以下のような見解を表明している。

以上の認定撤回要求に対し、下地武義は以下のように訴えている。

また、息子が手術を受けた南城市の女性は次のように話している。

さらに、息子3人と来県して手術を受けた三重県の女性は次のように話している。

## 子どもが頭蓋骨縫合早期癒合症の著名人
ブログ等で子どもが頭蓋骨縫合早期癒合症であることを明かしている著名人は以下の通り。
- 三宅智子[17]

- ホルヘ・ポサダ - 息子がこの病気である。これをきっかけに同病の研究や患者を持つ家族の支援を目的とした「ホルへ・ポサダ基金」を立ち上げている。

## 註釈
1. ↑  頭の変形、「様子見」はやめよう！【時流◆その「寝ぐせ」手術が必要？】 - m3.com
2. ↑  Laughlin, J.; Luerssen, T. G.; Dias, M. S.; Committee On Practice Ambulatory Medicine (2011). "Prevention and Management of Positional Skull Deformities in Infants". Pediatrics. 128 (6): 1236–41. doi:10.1542/peds.2011-2220. PMID 22123884.
3. ↑  第２２回　医療ニーズの高い医療機器等の早期導入に関する検討会について - 厚生労働省
4. ↑  高槻病院 赤ちゃんの頭の形外来参照
5. ↑  頭の変形、「治療悩む時間ない」場合も【時流◆その「寝ぐせ」手術が必要？】 - m3.com
6. ↑  国立成育医療研究センターだより 2018年 vol.12秋号
7. ↑  Elements of morphology: Standard terminology for the head and face
8. ↑  日本小児遺伝学会「国際基準に基づく小奇形アトラス 形態異常の記載法 ―写真と用語の解説」
9. ↑  頭蓋骨縫合早期癒合症　骨はがさない新治療 - yomiDr. / ヨミドクター（読売新聞）
10. ↑  高槻病院 小児脳神経外科
11. ↑  Shimoji T, Tominaga D, Shimoji K, Miyajima M, Tasato K“Analysis of pre- and post-operative symptoms of patients with mild trigonocephaly using several developmental and psychological tests.”DOI: 10.1007/s00381-014-2595-0、PMID: 25466280
12. ↑  2005年12月 軽度三角頭蓋の外科手術に関する見解 - 日本児童青年精神医学会
13. ↑  三角頭蓋の手術についての公式見解 - 日本自閉症協会
14. ↑  「東京圏（第10回）・関西圏（第８回）・新潟市（第５回）・養父市（第５回）・福岡市・北九州市（第６回）・沖縄県（第４回）・愛知県（第３回）国家戦略特別区域会議」 - 内閣府地方創生推進事務局
15. ↑  2016.07.19内閣府による社会医療法人友愛会豊見城中央病院の国家戦略特別区域高度医療提供事業の認定に関する声明 - 日本児童青年精神医学会
16. ↑  国家戦略特別区域「沖縄県」の認定事業「病床規制に係る医療法の特例」における「小児の軽度三角頭蓋に対する頭蓋形成術」について - 日本自閉症協会
17. ↑  「息子の手術。」 - フードファイター三宅智子の“世界を食べつくせ～”

### 日本のサイト
- 頭蓋骨縫合早期癒合症全般
  - 「頭蓋骨縫合早期癒合症」 - 脳神経外科疾患情報ページ
  - 「頭蓋骨縫合早期癒合症」 - 一般社団法人 日本頭蓋顎顔面外科学会
  - 「頭蓋骨縫合早期癒合症（2008年度版）」 - 日本形成外科学会
  - 「その他の先天異常(2)」 - 日本形成外科学会
- 非症候性頭蓋骨縫合早期癒合症
  - 「非症候性頭蓋骨縫合早期癒合症」 - 小児慢性特定疾病情報センター
- クルーゾン症候群
  - クルーゾン症候群（指定難病181） - 難病情報センター
  - 「クルーゾン (Crouzon) 病」 - 小児慢性特定疾病情報センター
- アペール症候群
  - アペール症候群（指定難病182） - 難病情報センター
  - 「アペール (Apert) 症候群」 - 小児慢性特定疾病情報センター
- ファイファー症候群
  - ファイファー症候群（指定難病183） - 難病情報センター
  - 「ファイファー（Pfeiffer）症候群」 - 小児慢性特定疾病情報センター
- アントレー・ビクスラー症候群
  - アントレー・ビクスラー症候群（指定難病184） - 難病情報センター
  - 「アントレー・ビクスラー（Antley-Bixler）症候群」 - 小児慢性特定疾病情報センター
- その他の症候性頭蓋骨縫合早期癒合症
  - 「その他、重度の頭蓋骨早期癒合症」 - 小児慢性特定疾病情報センター

### 海外のサイト
- Craniosynostosis - NHS chices